# Hiwot Ayalew
Hiwot Ayalew Yimer (6 marzo 1990) è una siepista, mezzofondista e maratoneta etiope.

## Palmarès
| Anno | Manifestazione      | Sede           | Evento       | Risultato | Prestazione | Note                  |
| ---- | ------------------- | -------------- | ------------ | --------- | ----------- | --------------------- |
| 2011 | Giochi panafricani  | Maputo         | 3000 m siepi | Argento   | 10'00"57    |                       |
| 2014 | Mondiali indoor     | Sopot          | 3000 m piani | 10ª       | 9'12"51     |                       |
| 2014 | Campionati africani | Marrakech      | 3000 m siepi | Oro       | 9'29"54     | Record dei campionati |
| 2015 | Mondiali            | Pechino        | 3000 m siepi | 6ª        | 9'24"27     |                       |
| 2015 | Giochi panafricani  | Brazzaville    | 3000 m siepi | Argento   | 9'51"94     |                       |
| 2016 | Giochi olimpici     | Rio de Janeiro | 3000 m siepi | Batteria  | 9'35"096    |                       |

## Campionati nazionali
2019
- 11ª ai campionati etiopi, 10000 m - 32'46"8

## Altre competizioni internazionali
2013
- Oro al Cross de l'Acier ( Leffrinckoucke) - 22'30"

2014
- Oro al Campaccio ( San Giorgio su Legnano) - 18'59"
- Vincitrice della Diamond League nella specialità dei 3000 m siepi

2018
- 7ª alla Mezza maratona di Lisbona ( Lisbona) - 1h11'56"

2019
- 9ª alla Maratona di Francoforte ( Francoforte sul Meno) - 2h26'40"

2020
- 4ª alla Maratona di Xiamen ( Xiamen) - 2h26'54"